# Barranc del Tossal (Alt Urgell)
El Barranc del Tossal és un barranc de l'Alt Urgell, que neix a Niort i desemboca al riu Valira.

## Afluents
- Barranc de Cortingles: 42° 23′ 51.47″ N, 1° 27′ 4.159″ E / 42.3976306°N,1.45115528°E